# 愛媛県立北条高等学校
愛媛県立北条高等学校（えひめけんりつほうじょうこうとうがっこう）は、愛媛県松山市に所在する公立の高等学校。

## 設置学科
普通科は存在せず、総合学科内でコース分けする方式を採用している。
- 総合学科
  - 人文科学系列
  - 自然科学系列
  - 情報ビジネス系列
  - 生活科学系列
  - 生活福祉系列
  - 芸術系列

## 沿革
- 1947年 - 北条町外六か村組合立風早青年学校を愛媛県立松山農業学校と改称。
- 1948年 - 学制改革により県立松山農業高等学校となる。
- 1948年 - 松山農業高等学校中島分校（現 愛媛県立松山北高等学校中島分校）を設置。
- 1949年 - 北予高等学校、松山城北高等学校、松山農業高等学校の3校を統合し、愛媛県立松山北高等学校設立。
- 1953年 - 松山北高等学校北条分校を設置。
- 1964年 - 北条分校が愛媛県立北条高等学校となる。
- 1996年 - 総合学科新設。普通科募集停止。

## 周辺
- 松山市北条支所（旧北条市役所）
- 松山市立北条小学校
- 松山市立北条北中学校
- 聖カタリナ大学
- 北条郵便局

## 主な卒業生
- みかん（ものまねタレント）
- 菊池あゆみ（元女優・タレント）
- 武智（中退[1]、お笑い芸人）
- 渡部寛太（ラグビー選手）
- 髙木悠圭（ドラマー）
- もりちぃ（シンガーソングライター）

## アクセス
- JR予讃線 伊予北条駅から南東へ400m
- せとうちバス 北条小前にて下車